# NGC 2020
NGC 2020 est une nébuleuse en émission située dans la constellation de la Dorade. Cette nébuleuse est située dans le Grand Nuage de Magellan. Elle a été découverte par l'astronome écossais James Dunlop en 1826.

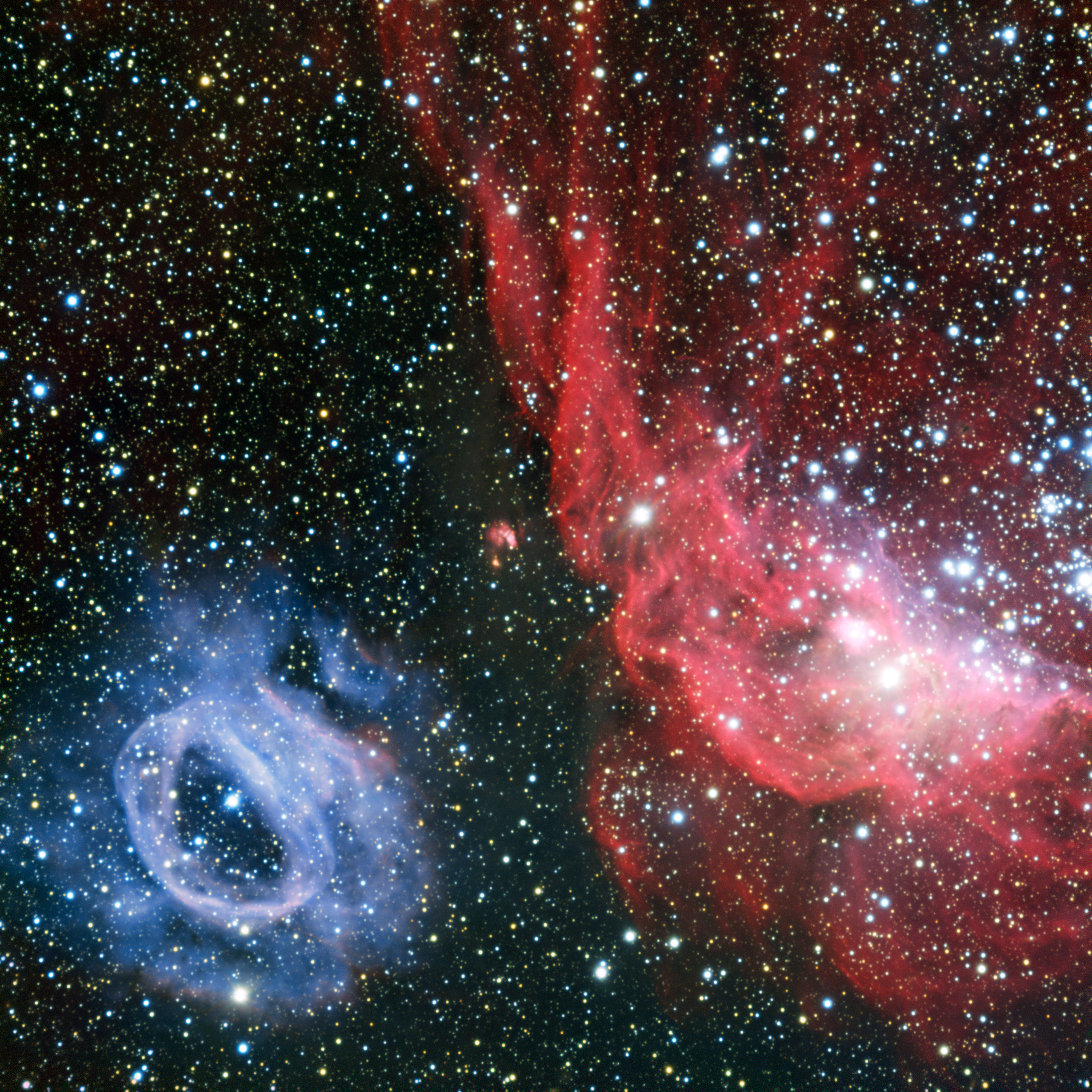
NGC 2020 vue par le Very Large Telescope. NGC 2020 est le nuage bleu à gauche.

## Composition
Ce nuage est principalement composé de gaz, de beaucoup de jeunes étoiles, et d'étoiles en formation. NGC 2020 a une forme circulaire. Le nuage a adopté cette forme parce qu'en son centre, une étoile très chaude est en train de se former. Sa teinte bleutée lui est donnée par l'énergie que dégage le rayonnement des nouvelles étoiles en train de naître dans le nuage. Cette énergie détache les électrons des atomes d'oxygène, ce qui donne au nuage sa teinte bleutée.

## Observation
L'Observatoire européen austral (ESO) a capté une vue détaillée du « couple » NGC 2014 et NGC 2020 à l'aide du focal reducer and low dispersion spectrograph dans le cadre du programme Cosmic Gems. L'image révèle deux nuées ardentes de gaz : NGC 2014 (à droite) est de forme irrégulière et rouge et son voisin (à gauche), NGC 2020, est rond et bleu. Ces formes sont sculptées par de puissants vents stellaires d'étoiles très chaudes nouvellement nées. Le LMC est d'ailleurs le siège de nombreuses régions à sursauts de formation d'étoiles.
Pour NGC 2020, une seule étoile brillante et très chaude semble avoir commencé ce processus, créant une cavité qui semble entourée d'une structure en forme de bulle. La couleur bleuâtre de cette nébuleuse est créée par le rayonnement de l'étoile Brey 48, une étoile de type Wolf-Rayet très chaude qui ionise l'oxygène.